# Gianluca Patricelli
Gianluca Patricelli (Roma, 24 marzo 1983) è un ex pallanuotista italiano, ex portiere.
Cresciuto nella Roma Pallanuoto, con la quale esordisce in Serie A1, gioca in seguito nella SNC Civitavecchia e nella Società Sportiva Lazio Nuoto, per poi passare nella stagione 2008-2009 nelle file del Circolo Canottieri Ortigia in Serie A2. Dopo aver contribuito a riportare il club in Serie A1, l'atleta romano decide di ritirarsi al termine della stagione 2017-2018 all'età di 35 anni.